# Krinichkí (Podilsk)
Krinichkí (en ucraniano: Кринички, romanizado: Krynychky) es un pueblo ucraniano perteneciente al óblast de Odesa. Situado en el suroeste del país, es parte del raión de Podilsk y del municipio (hromada) de Pishchana.

## Toponimia
El nombre del asentamiento en ruso es también Krinichkí (en ruso: Кринички).

## Geografía
El pueblo está situado en el nacimiento del río Veliki Kuyálnik, 195 km al noroeste de Odesa.

## Historia
El pueblo de Krinichkí tiene 9 túmulos. En 1891, el profesor Zborovsky excavó tres túmulos escitas y en 1892, uno más. La mayoría de los objetos encontrados en los túmulos escitas cerca de Krinichkí se encuentran en el museo de la Universidad de San Petersburgo. 

## Demografía
La evolución de la población de Krinichkí entre 1989 y 2001 fue la siguiente:
| 368                                                           | 308 |
| (Fuente: Cities & Towns of Ukraine y UKRAINE: Größere Städte) |     |

Según el censo de 2001, la lengua materna de la mayoría de los habitantes, el 94,81%, es el ucraniano; del 3,57% es el ruso; y el rumano, del 1,62%.